# 泥涅师
泥涅师（波斯語：نرسﻴﻪ）波斯萨珊王朝末代国王伊嗣俟三世之孙，卑路斯三世之子。7世纪中叶，萨珊王朝为阿拉伯所灭后，泥涅师逃入中国唐朝避难。679年，時任吏部侍郎的裴行俭奉命送俾路斯和泥涅师返回波斯，主要目的是借机平定西突厥可汗阿史那都支的叛乱。裴行俭的部队在碎叶（即今日吉尔吉斯的托克马克）讨伐阿史那度支取胜后，考虑到波斯路远，于是返回长安。卑路斯和泥涅师父子（《旧唐书》中对卑路斯的死亡记载存在自相矛盾，按《新唐书》记载卑路斯已于第一次抵达洛阳后去世，此次被护送者为泥涅师，这与旧唐书中裴行俭所言相符）与其部众在吐火罗生活和抵抗阿拉伯势力超过20年。泥涅师于景龙初年返回长安，被授予左威卫将军，最终病死于中国。其儿子和其堂兄弟霍斯劳后续仍在吐火罗和河中地区打击阿拉伯势力。